# هيكتور بايز
هيكتور بايز (بالإنجليزية: Hector Páez) مواليد 10 يوليو 1982، هو دراج كولومبي. شارك في دورة الألعاب الأولمبية الصيفية.

## روابط خارجية
- هيكتور بايز على موقع الاتحاد الدولي للدراجات (الإنجليزية)
- هيكتور بايز على موقع أرشيف الدراجات (الإنجليزية)
- هيكتور بايز على موقع إحصائيات الدراجات الإحترافية (الإنجليزية)
- هيكتور بايز على موقع أوليمبيديا (الإنجليزية)